# Belgisch-Kosovaarse betrekkingen
De betrekkingen tussen België en Kosovo zijn goed te noemen.
België heeft een consulaat in de Kosovaarse hoofdstad Pristina. Kosovo heeft op zijn beurt een ambassade in Sint-Pieters-Woluwe.

## Landenvergelijking
|                 | België                                                   | Kosovo                                                     |
| --------------- | -------------------------------------------------------- | ---------------------------------------------------------- |
| Bevolking       | 11.720.716 (2020)                                        | 1.932.774 (2020)                                           |
| Oppervlakte     | 30.528 km²                                               | 10.887 km²                                                 |
| Dichtheid       | 383,9/km² (2020)                                         | 177,5/km² (2020)                                           |
| Hoofdstad       | Brussel                                                  | Pristina                                                   |
| Regeringsvorm   | Federale monarchie                                       | Republiek                                                  |
| Officiële talen | Nederlands, Frans en Duits                               | Albanees en Servisch                                       |
| Religie         | 57,0 % katholiek, 6,0 % moslim, 37,0 % niet godsdienstig | 90% moslim, 5% katholiek ,3% orthodox,2% niet godsdienstig |
| BBP             | € 337,745 miljard (€ 32.431 per persoon) (2010)          | € 18,859 miljard (€ 9.043 per persoon) (2011)              |

## Geschiedenis
Kosovo verklaarde zich op 17 februari 2008 onafhankelijk van Servië. Een week later, op 24 februari, erkende België als zeventiende land de Kosovaarse onafhankelijkheid. In 1999 nam België deel aan Operatie Allied Force, een NAVO-operatie waarbij het toenmalige Joegoslavië gebombardeerd werd. Dit resulteerde in de UNMIK, een bestuurlijke missie van de Verenigde Naties in Kosovo. Van 1999 tot 2010 nam België ook deel aan de door de NAVO geleide Kosovo Force. Op het hoogtepunt waren 1.100 Belgische soldaten gestationeerd in Kosovo.